# Bellwald
Bellwald és un municipi del cantó suís del Valais, situat al districte de Goms.

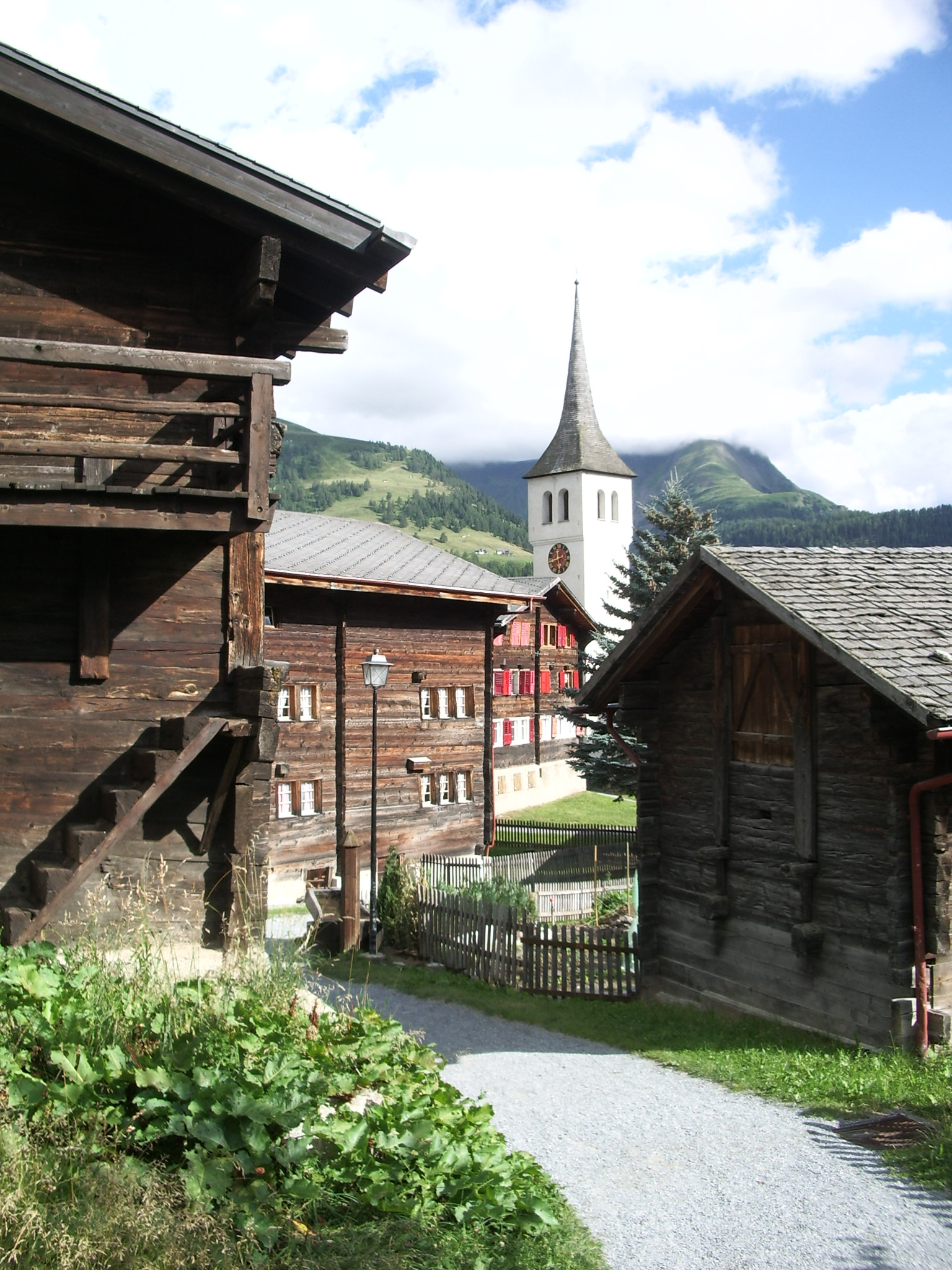
Vista del poble